# Бріс Вембангомо
Бріс Вембангомо (норв. Brice Wembangomo, нар. 18 грудня 1996, Кіншаса, Заїр) — норвезький футболіст заїрського походження, фланговий захисник шведського клубу «Геккен».

## Ігрова кар'єра

### Клубна
Бріс Вембангомо народився у Заїрі але займатися футболом почав у Норвегії — в академії клубу «Сарпсборг 08». У вересні 2014 року футболіст дебютував в основі клубу в чемпіонаті Норвегії. Але та гра так і залишилася єдиною у складі «Сарпсборга». Наступні два сезони Вембангомо грав в оренді у клубах «Квік Гальден» та «Фредрікстад».
У грудні 2016 року Вембангомо перейшов до клубу «Єрв», де два сезони грав у другому дивізіоні. На початку 2019 року футболіст приєднався до «Саннефіорда», з яким у першому ж сезоні виборов право на підвищення і вже наступний сезон розпочав у вищому дивізіоні.
У січні 2022 року Вембангомо підписав трирічний контракт з клубом «Буде-Глімт» і його першою грою у новій команді став поєдинок плей-оф Ліги конференцій проти шотландського «Селтіка» на Селтік-парк.

### Збірна
У червні 2023 року Бріс Вембангомо отримав виклик до національної збірної Норвегії і 20 червня у матчі проти команди Кіпру Вембангомо дебютував у збірній.

## Титули
Буде-Глімт
 Чемпіон Норвегії: 2023